# Faux (Ardennes)
Pour les articles homonymes, voir Faux.
Faux est une commune française, située dans le département des Ardennes en région Grand Est.

## Géographie

### Localisation
La commune est à 1,9 km de Lucquy, 3,1 d'Amagne, et 7,4 de Saulces-Monclin.

### Géologie et relief
Hydrogéologie et climatologie : Système d’information pour la gestion des eaux souterraines en Seine-Normandie, par le BRGM :
Territoire communal : Occupation du sol (Corinne Land Cover); Cours d'eau (BD Carthage),
Géologie : Carte géologique; Coupes géologiques et techniques,
 Hydrogéologie : Masses d'eau souterraine; BD Lisa; Cartes piézométriques.

### Sismicité
Commune située dans une zone 1 de sismicité faible.

### Hydrographie
La commune est dans la région hydrographique « la Seine du confluent de l'Oise (inclus) à l'embouchure » au sein du bassin Seine-Normandie. Elle est drainée par le ruisseau de Saulces,.
Le ruisseau de Saulces, d'une longueur de 30 km, prend sa source dans la commune de Faissault, à 175 m d'altitude, et se jette  dans l'Aisne à Rethel, à 73 m d'altitude, après avoir traversé onze communes.

### Climat
Pour des articles plus généraux, voir Climat du Grand Est et Climat des Ardennes.
En 2010, le climat de la commune est de type climat océanique dégradé des plaines du Centre et du Nord, selon une étude du Centre national de la recherche scientifique s'appuyant sur une série de données couvrant la période 1971-2000. En 2020, Météo-France publie une typologie des climats de la France métropolitaine dans laquelle la commune est exposée à un climat océanique altéré et est dans la région climatique Nord-est du bassin Parisien, caractérisée par un ensoleillement médiocre, une pluviométrie moyenne régulièrement répartie au cours de l’année et un hiver froid (3 °C).
Pour la période 1971-2000, la température annuelle moyenne est de 10,1 °C, avec une amplitude thermique annuelle de 15,7 °C. Le cumul annuel moyen de précipitations est de 783 mm, avec 12,3 jours de précipitations en janvier et 8,8 jours en juillet. Pour la période 1991-2020, la température moyenne annuelle observée sur la station météorologique de Météo-France la plus proche, « Saulces-Champenoises », sur la commune de Saulces-Champenoises à 10 km à vol d'oiseau, est de 11,0 °C et le cumul annuel moyen de précipitations est de 691,6 mm. 
La température maximale relevée sur cette station est de 41,1 °C, atteinte le 25 juillet 2019 ; la température minimale est de −13,9 °C, atteinte le 7 février 2012,,.
Les paramètres climatiques de la commune ont été estimés pour le milieu du siècle (2041-2070) selon différents scénarios d'émission de gaz à effet de serre à partir des nouvelles projections climatiques de référence DRIAS-2020. Ils sont consultables sur un site dédié publié par Météo-France en novembre 2022.

### Voies de communications et transports

#### Voies routières
- L'autoroute A34 (Reims - Charleville-Mézières) passe à quelques kilomètres du village. Elle est accessible par les sorties suivantes :
  -  14 Woinic (pour faire Faux - Charleville-Mézières)
  -  16 Rethel-Étoile (pour faire Faux - Reims).
- La départementale D14 traverse le village et permet de le relier à :
  - vers l'ouest
    - Lucquy (par D51)
    - Amagne (par D51 et D21)
    - Saulces-Monclin (par D951)
    - Novy-Chevrières (par D51A)
    - Rethel (par D51A et D951)
    - Novion-Porcien (par D21)

  - vers l'est :
    - Sorcy-Bauthémont
    - Écordal (par D30)
    - Attigny (par D987).

### Transports en commun
La commune n'est desservie par aucun transport en commun. Il existe néanmoins des gares SNCF à proximité :

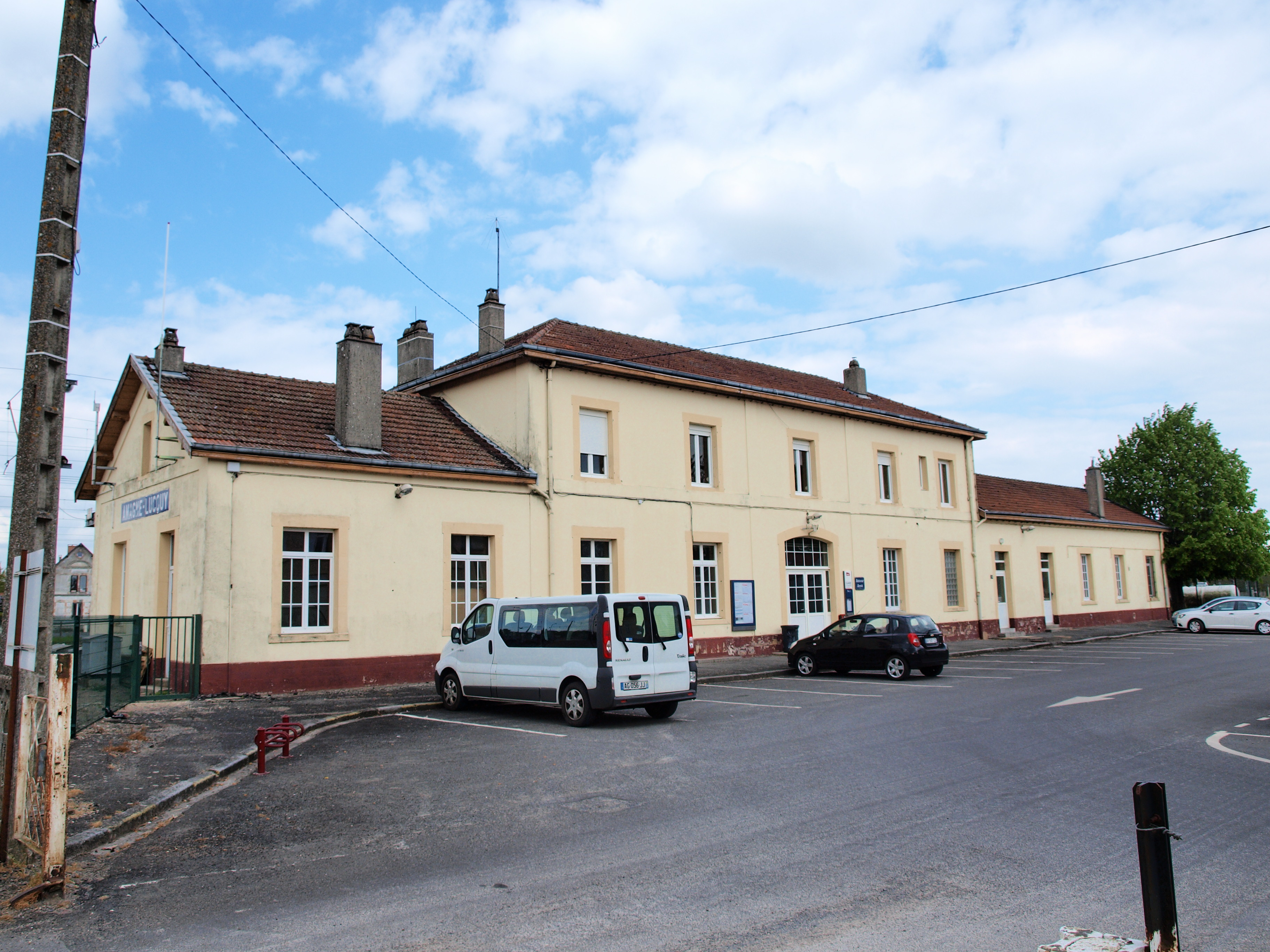
Gare d'Amagne - Lucquy

- la gare d'Amagne - Lucquy, desservie par le TER Grand Est (à 4 kilomètres)
- la gare de Rethel, desservie par le TER Grand Est et TGV inOui (à 11 kilomètres).

### Intercommunalité
Commune membre de la Communauté de communes des crêtes préardennaises.

## Urbanisme

### Typologie
Au 1er janvier 2024, Faux est catégorisée commune rurale à habitat très dispersé, selon la nouvelle grille communale de densité à 7 niveaux définie par l'Insee en 2022.
Elle est située hors unité urbaine et hors attraction des villes,.

### Occupation des sols
L'occupation des sols de la commune, telle qu'elle ressort de la base de données européenne d’occupation biophysique des sols Corine Land Cover (CLC), est marquée par l'importance des territoires agricoles (99,9 % en 2018), une proportion identique à celle de 1990 (99,9 %). La répartition détaillée en 2018 est la suivante : 
terres arables (84,1 %), zones agricoles hétérogènes (11 %), prairies (4,8 %), forêts (0,1 %). L'évolution de l’occupation des sols de la commune et de ses infrastructures peut être observée sur les différentes représentations cartographiques du territoire : la carte de Cassini (XVIIIe siècle), la carte d'état-major (1820-1866) et les cartes ou photos aériennes de l'IGN pour la période actuelle (1950 à aujourd'hui).

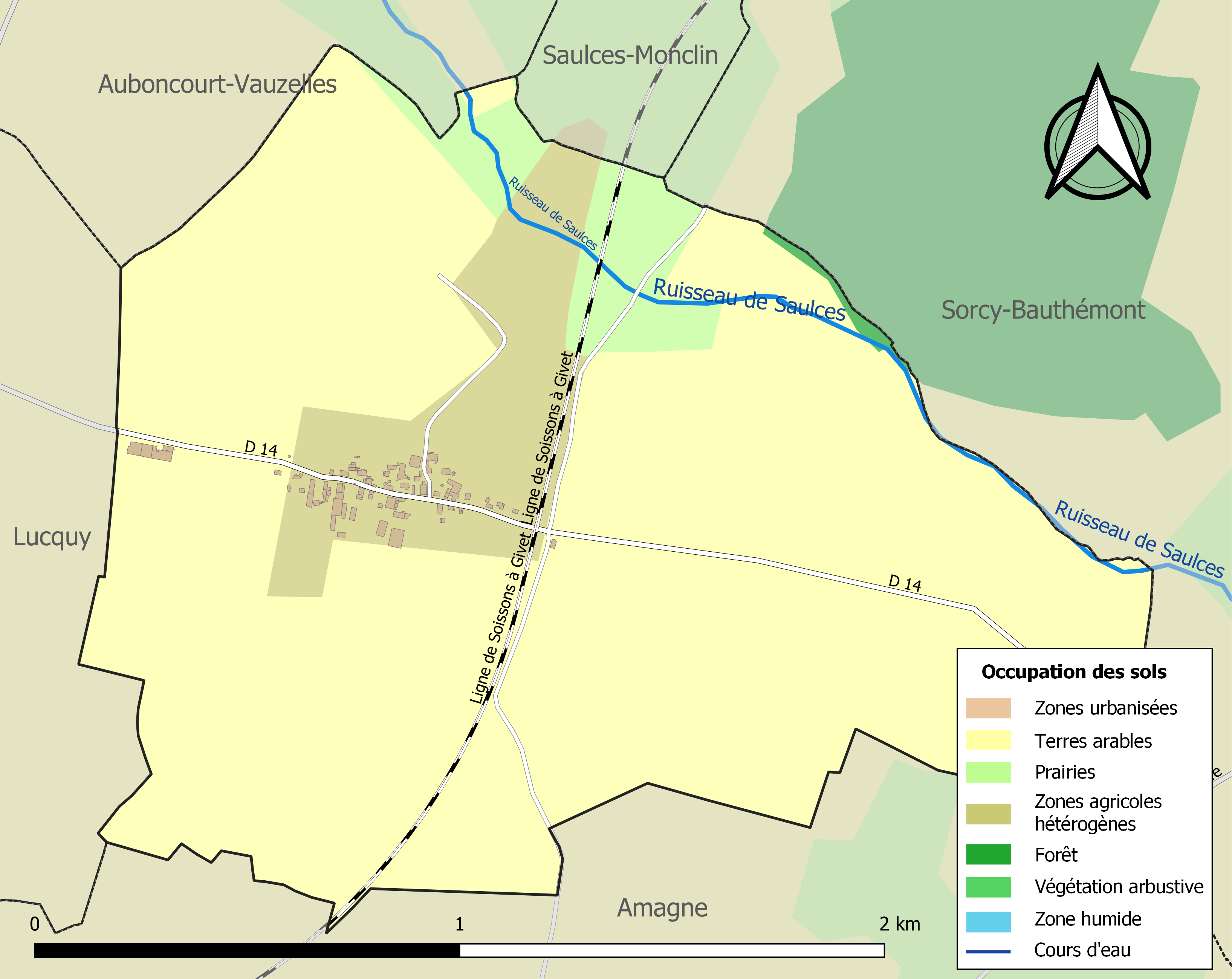
Carte des infrastructures et de l'occupation des sols de la commune en 2018 (CLC).

## Toponymie
Le toponyme Faux. est issu du latin fagus, le hêtre commun.

## Histoire
La commune a été créée en 1828 par la fusion des communes de Faux et de Lucquy. En 1871 elle a été supprimée et les deux communes constituantes ont été rétablies.
Deux habitants ont été admis parmi les 4281 Justes parmi les nations de France : Daniel et Juliette Brunet pour avoir risqué leur vie pour venir en aide à des personnes juives.

## Politique et administration
| Période                                  | Période                   | Identité                                    | Étiquette | Qualité           |
| ---------------------------------------- | ------------------------- | ------------------------------------------- | --------- | ----------------- |
| Les données manquantes sont à compléter. |                           |                                             |           |                   |
| mars 2001                                | En cours (au 26 mai 2020) | Luc Monceau, Réélu pour le mandat 2020-2026 | SE        | Retraité agricole |

### Budget et fiscalité 2021
En 2021, le budget de la commune était constitué ainsi :
- total des produits de fonctionnement : 41 000 €, soit 706 € par habitant ;
- total des charges de fonctionnement : 34 000 €, soit 587 € par habitant ;
- total des ressources d'investissement : 0 €, soit 0 € par habitant ;
- total des emplois d'investissement : 1 000 €, soit 11 € par habitant ;
- endettement : 0 €, soit 0 € par habitant.

Avec les taux de fiscalité suivants :
- taxe d'habitation : 12,83 % ;
- taxe foncière sur les propriétés bâties : 30,80 % ;
- taxe foncière sur les propriétés non bâties : 16,60 % ;
- taxe additionnelle à la taxe foncière sur les propriétés non bâties : 0,00 % ;
- cotisation foncière des entreprises : 0,00 %.

Chiffres clés Revenus et pauvreté des ménages en 2020 : médiane en 2020 du revenu disponible, par unité de consommation.

## Économie

### Entreprises et commerces

#### Agriculture
- Culture de céréales, de légumineuses et de graines oléagineuses.
- Culture et élevage associés.

#### Tourisme
- Sites touristiques à proximité :
  - Woinic à Saulces-Monclin
  - Musée Guerre et Paix à Novion-Porcien
  - Vallée de l'Aisne
  - Chemin de fer touristique du sud des Ardennes à Attigny (en haute saison)
  - Musée Verlaine à Juniville
  - Forêt de Signy-l'Abbaye
  - Relais de poste à chevaux de Launois-sur-Vence
  - Lac de Bairon
- Hébergements à proximité : 
  - Coucy (chambres d'hôtes)
  - Saulces-Monclin (chambres d'hôtes)
  - Écordal (gîte)
  - Charbogne (gîte)
  - Thugny-Trugny (chambres d'hôtes)
  - Bertoncourt (gîte)
  - Attigny (hôtel et camping)
  - Rethel (hôtels et gîtes)

#### Commerces
- Commerces et services de proximité à Amagne, Saulces-Monclin ou Rethel.

## Population et société

### Démographie

#### Pyramide des âges
L'évolution du nombre d'habitants est connue à travers les recensements de la population effectués dans la commune depuis 1793. Pour les communes de moins de 10 000 habitants, une enquête de recensement portant sur toute la population est réalisée tous les cinq ans, les populations de référence des années intermédiaires étant quant à elles estimées par interpolation ou extrapolation. Pour la commune, le premier recensement exhaustif entrant dans le cadre du nouveau dispositif a été réalisé en 2006.

En 2022, la commune comptait 63 habitants, en évolution de +12,5 % par rapport à 2016 (Ardennes : −2,97 %, France hors Mayotte : +2,11 %).
| 1793 | 1800 | 1806 | 1821 | 1831 | 1836 | 1841 | 1846 | 1851 |
| ---- | ---- | ---- | ---- | ---- | ---- | ---- | ---- | ---- |
| 93   | 116  | 132  | 122  | 375  | 374  | 343  | 348  | 331  |

| 1866 | 1872 | 1876 | 1881 | 1886 | 1891 | 1896 | 1901 | 1906 |
| ---- | ---- | ---- | ---- | ---- | ---- | ---- | ---- | ---- |
| 337  | 327  | 116  | 110  | 112  | 79   | 78   | 74   | 68   |

| 1911 | 1921 | 1926 | 1931 | 1936 | 1946 | 1954 | 1962 | 1968 |
| ---- | ---- | ---- | ---- | ---- | ---- | ---- | ---- | ---- |
| 90   | 77   | 66   | 64   | 79   | 72   | 72   | 70   | 68   |

| 1975 | 1982 | 1990 | 1999 | 2006 | 2011 | 2016 | 2021 | 2022 |
| ---- | ---- | ---- | ---- | ---- | ---- | ---- | ---- | ---- |
| 53   | 57   | 60   | 51   | 55   | 56   | 56   | 61   | 63   |

### Enseignement
Établissements d'enseignements :
- Écoles maternelles et primaires à Lucquy, Amagne, Coucy, Saulces-Monclin, Novy-Chevrières.
- Collèges à Attigny, Rethel, Sault-lès-Rethel, Juniville.
- Lycées à Rethel, Vouziers.

### Santé
Professionnels et établissements de santé :
- Médecins à
- Pharmacies à Saulces-Monclin, Attigny, Novion-Porcien, Rethel, Sault-lès-Rethel.
- Hôpitaux à Rethel, Charleville-Mézières, Nouzonville, Sedan.

### Cultes
- Culte catholique, Paroisse Saint Benoît aux Portes D’ardenne[31], Diocèse de Reims.

## Lieux et monuments
- Église paroissiale Saint Remi[32].

Mobilier de l'église.
- Monument aux morts. Conflits commémorés : Guerres 1914-1918 - 1939-1945.

Un vaste cimetière existait à Faux, il comptait 1 686 tombes en 1959, lors de son transfert à Noyers.
- Croix de chemin.

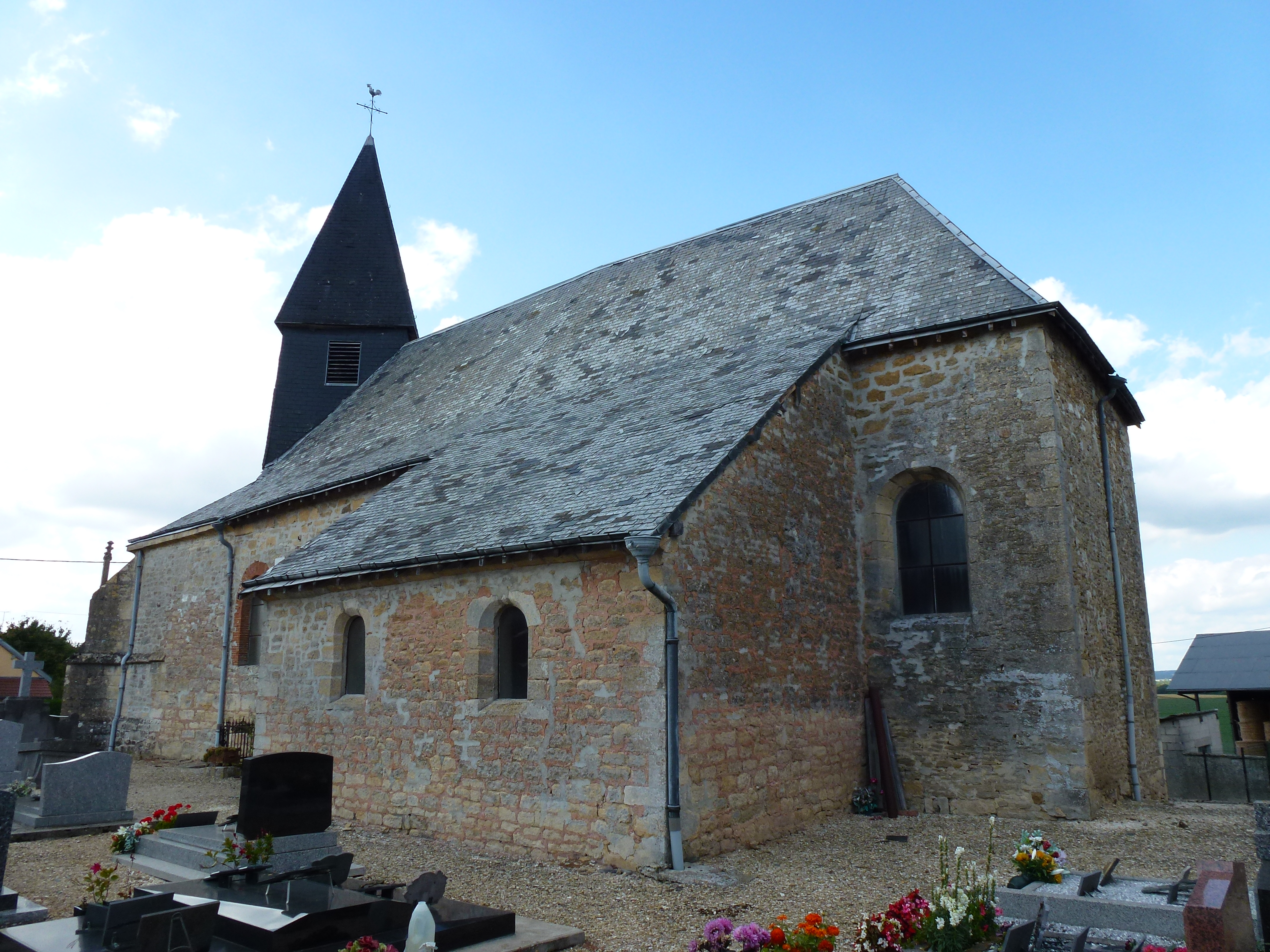
Église.
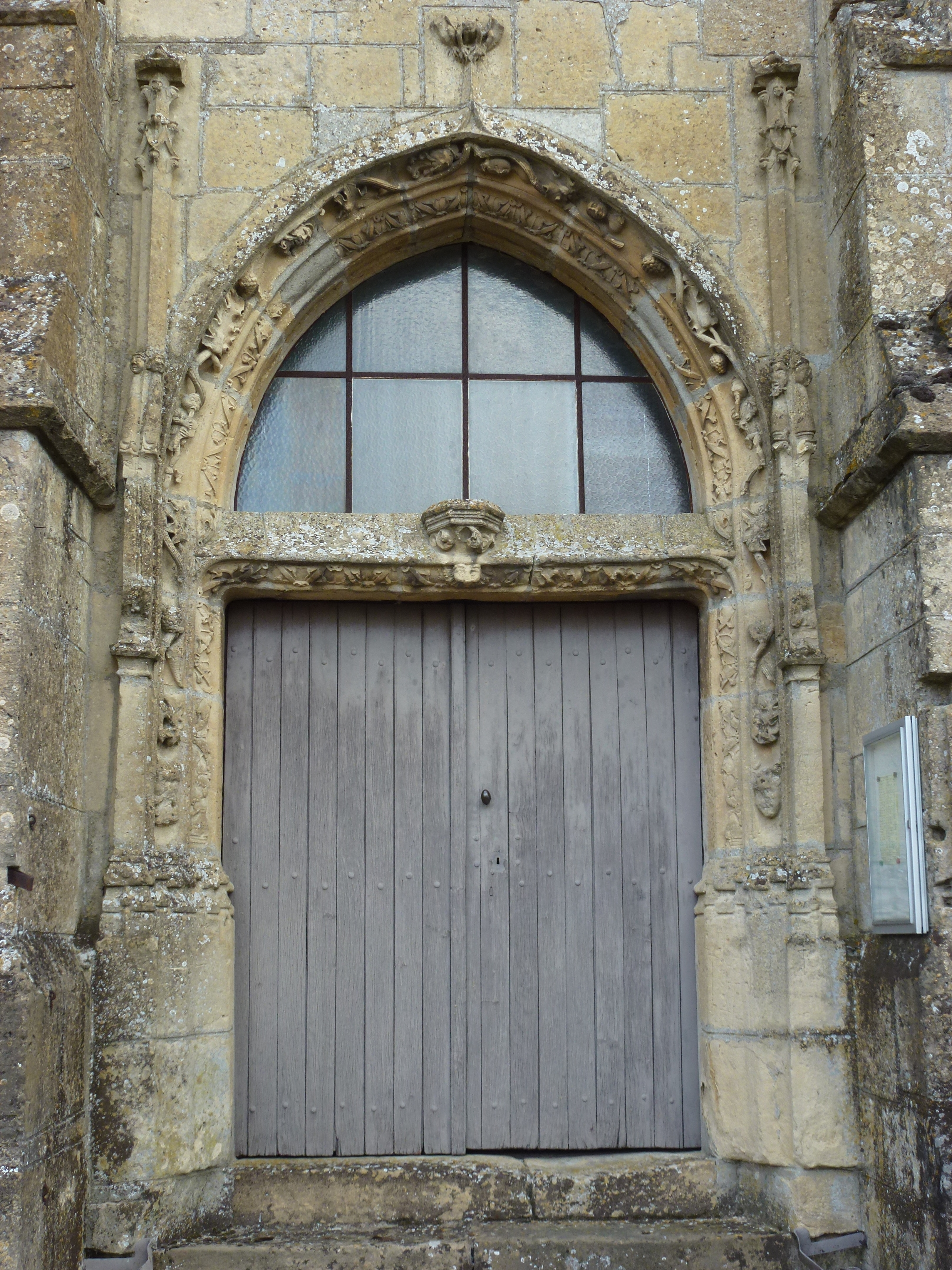
Portail de l'église.
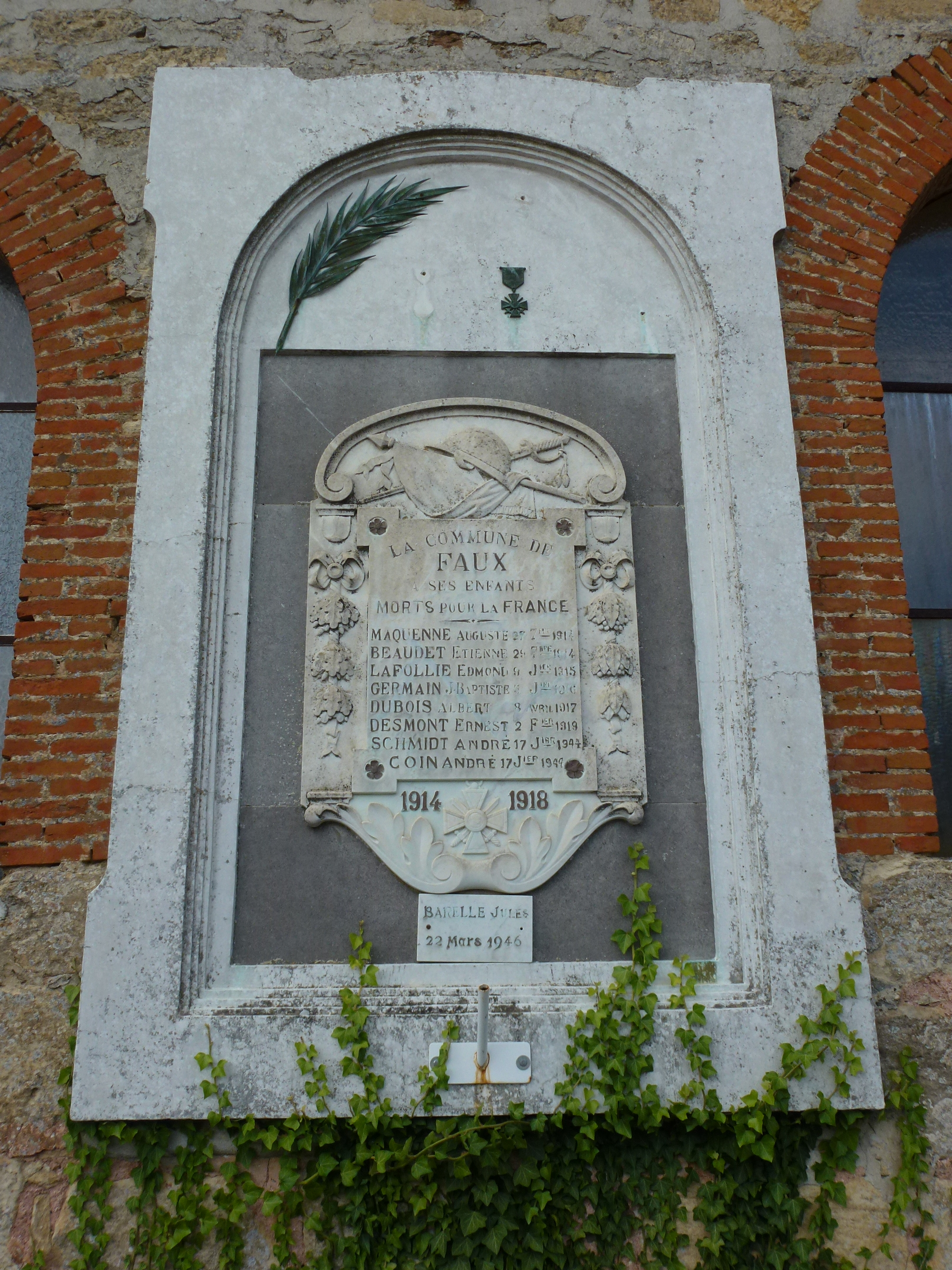
Monument aux morts.
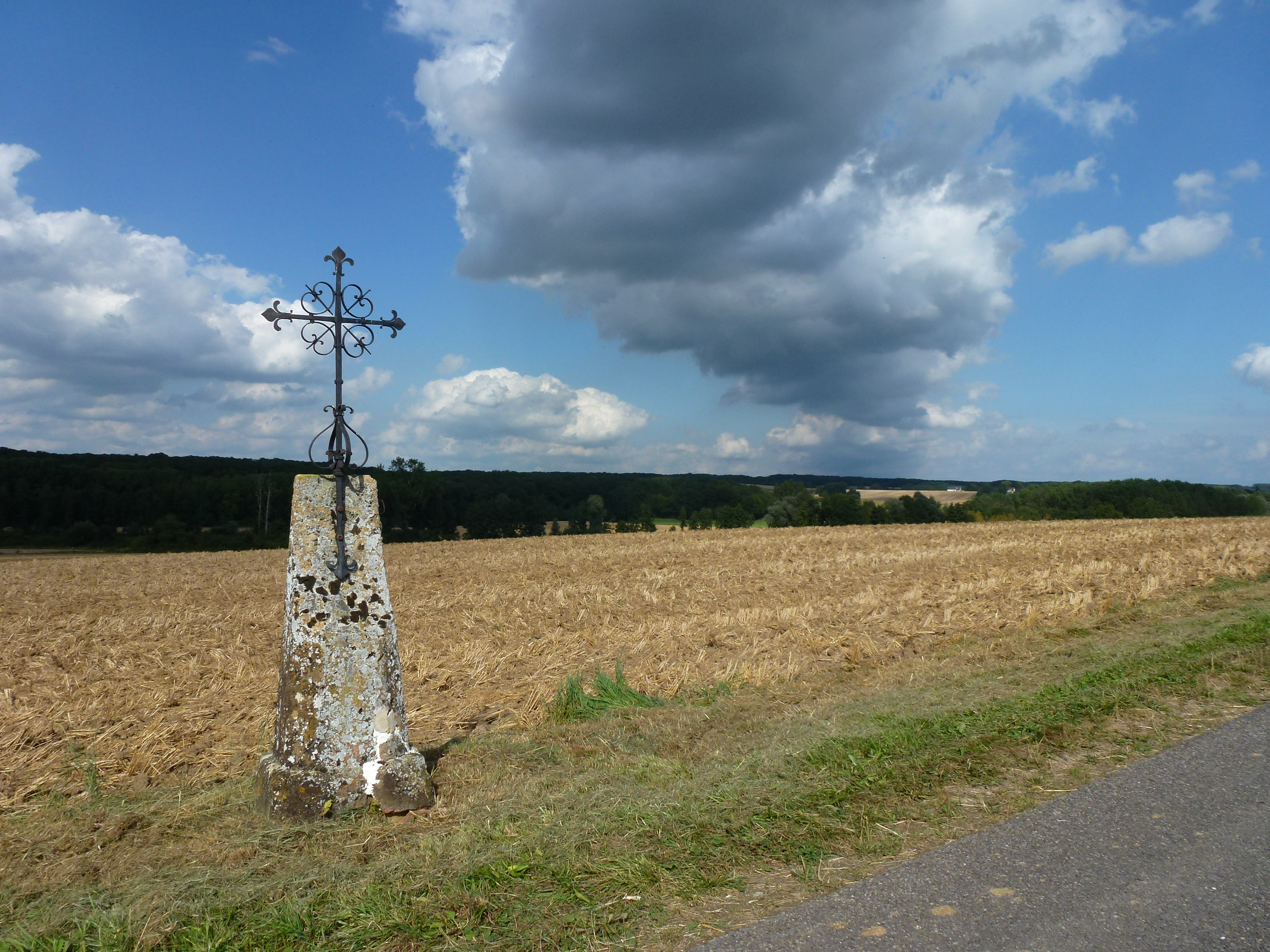
Croix dans un chemin.
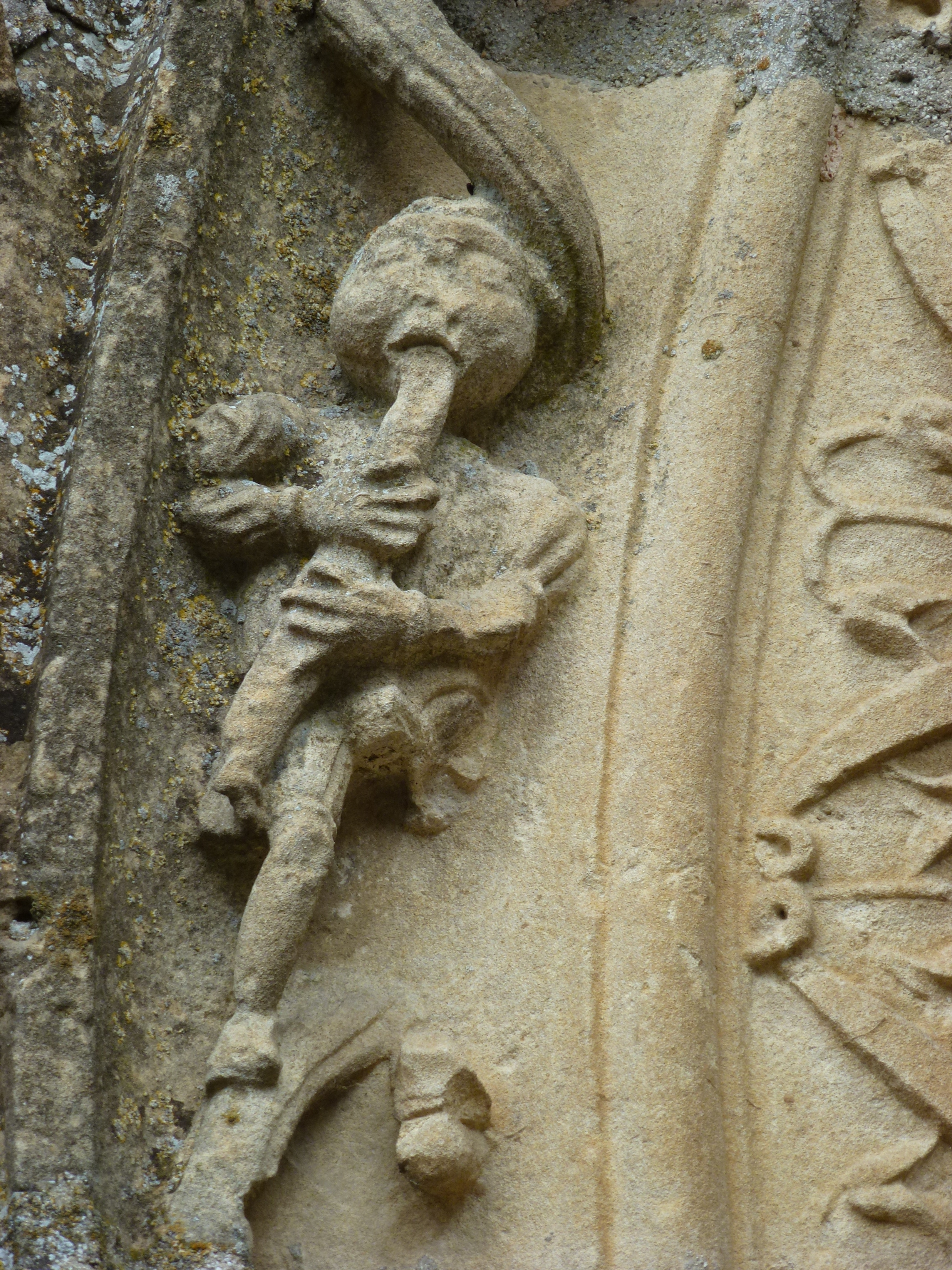
Sculptures du portail de l'église (détail 1).
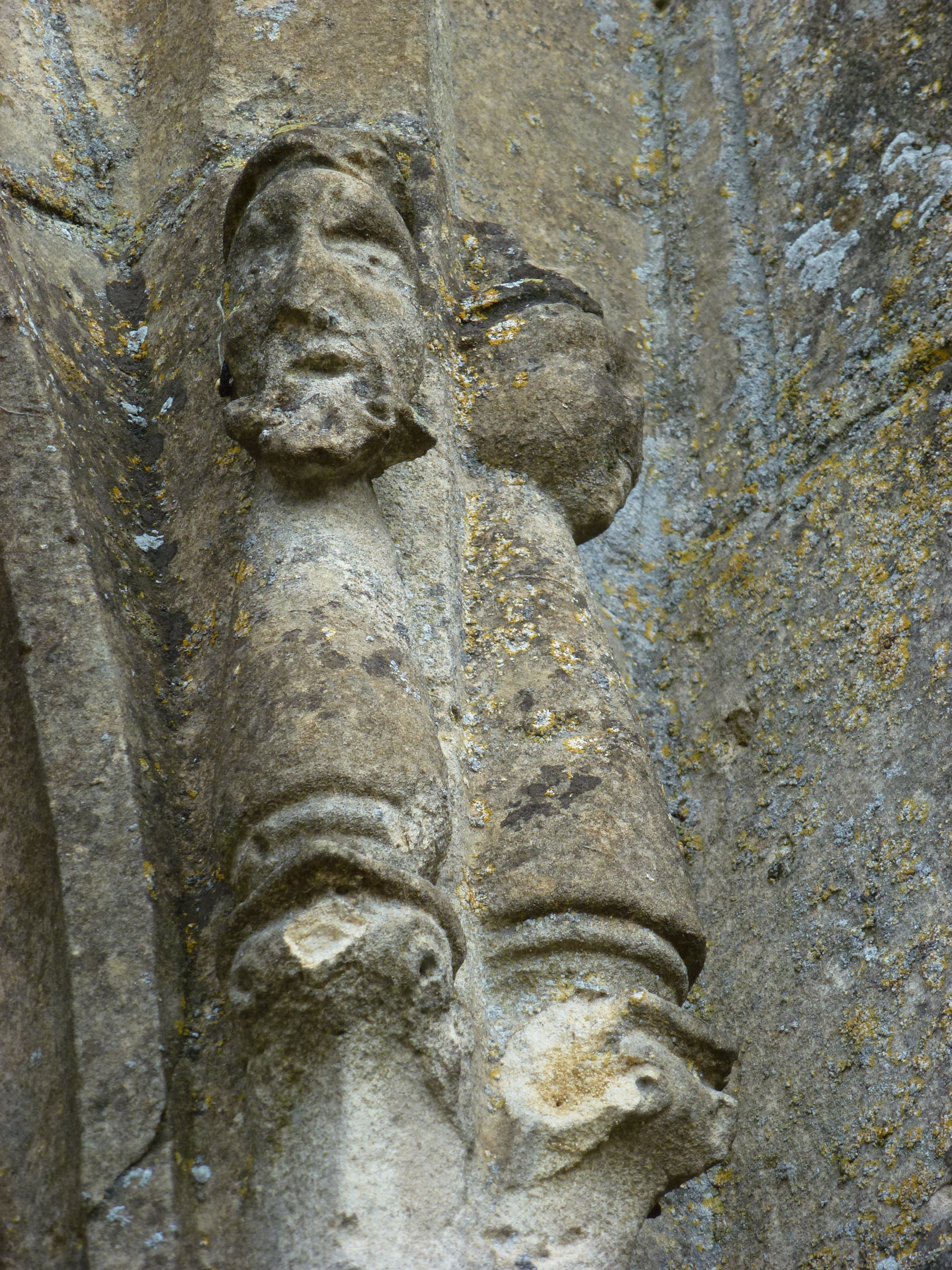
Sculptures du portail de l'église (détail 2).
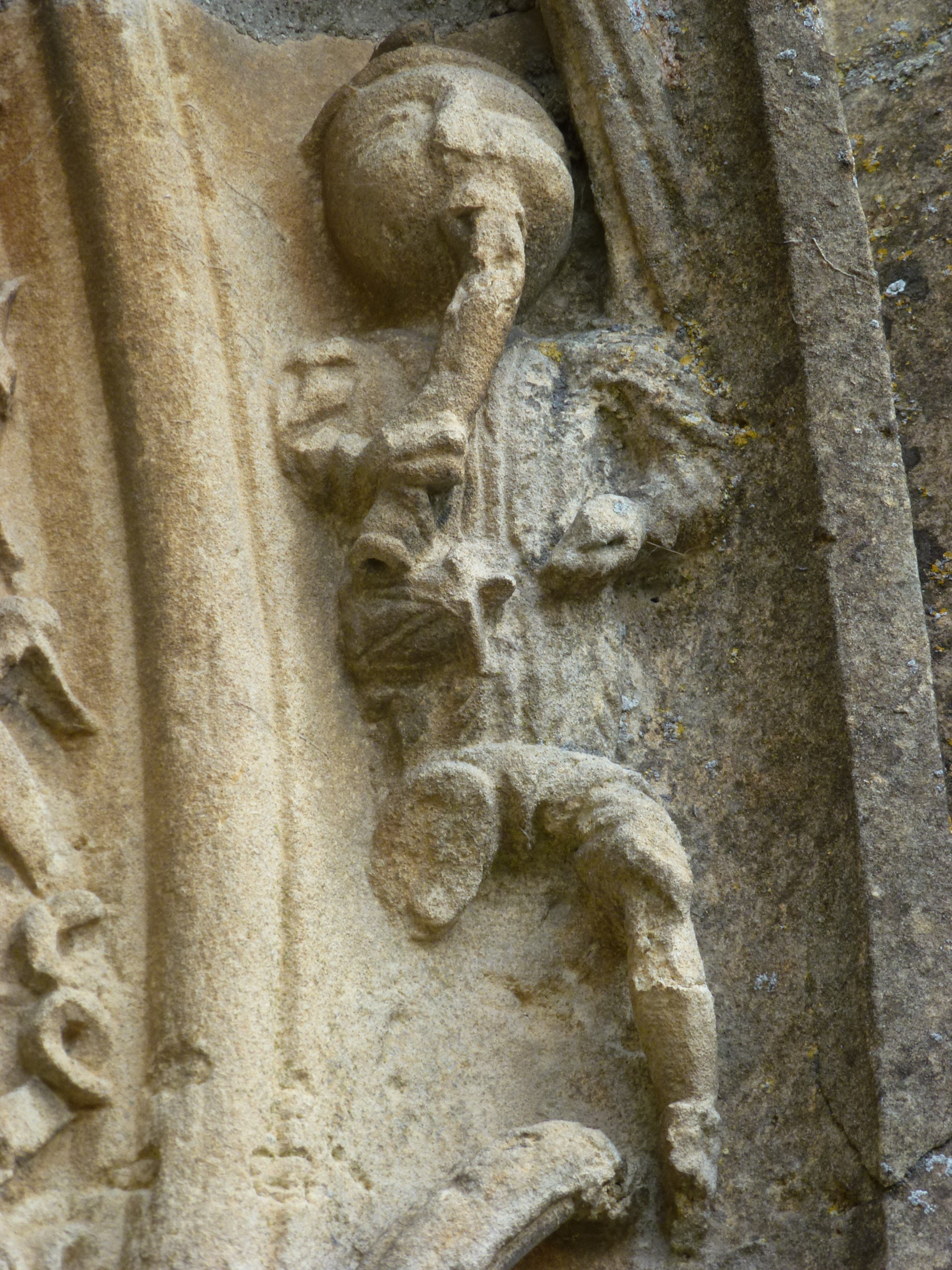
Sculptures du portail de l'église (détail 3).